# Bob Goodenow
Robert W. "Bob" Goodenow, född 29 oktober 1952, är en amerikansk jurist och fackföreningsledare som var ordförande för det nordamerikanska spelarfacket National Hockey League Players' Association (NHLPA) mellan 1992 och 2005.
1992 blev Goodenow framröstad som ny ordförande för NHLPA efter att deras dåvarande ordförande Alan Eagleson var tvungen att avgå efter att amerikanska och kanadensiska polismyndigheter utredde anklagelser om bedrägeri och förskingring mot Eagleson.
Den 29 juli 2005 avgick Goodenow som ordförande efter att ha fått se sig besegrad av National Hockey League i och med att han och NHLPA var tvungna att acceptera ett lönetak efter att hela säsongen 2004–2005 ställdes in på grund av lockout.